# شیران (سوریه)
شیران (به کردی: Şeran) روستایی در شهرستان کوبانی از توابع استان حلب در کشور سوریه است. شیران در جنوب شرقی کوبانی قرار دارد.
صالح مسلم رهبر حزب اتحاد دموکراتیک اهل این روستا است.